# Tulostoma aurasiacum
Tulostoma aurasiacum es una especie de hongo del género Tulostoma, de la familia Agaricaceae, orden Agaricales. Fue descrita por Pat.

## Distribución
Se distribuye por el continente africano.